# Propellerhead Reason
Reason — программа для создания и записи музыки (цифровая звуковая рабочая станция), разработанная шведской компанией Propellerhead Software. Эмулирует виртуальную рэковую стойку студии. В виртуальном рэке возможно создавать инструменты из списка доступных нативных устройств (а также числа Rack Extension плагинов) — синтезаторов, семплеров, процессоров эффектов, шаговых и графических секвенсоров, и саб-микшеров. Помимо основного окна с рэком, программа имеет ещё два окна — сам секвенсер (с режимом piano roll, drum roll и редактированием миди и аудио клипов, огибающих паттернов автоматизации) и окно главного микшера (эмуляция SSL микшера). Reason получил успех благодаря своему интуитивному, простому и реалистичному интерфейсу с рэком, а также невероятной стабильности в работе среди многих DAW.
Reason является полноценным пакетом включающим большое число инструментов, эффектов, утилит, библиотеки сэмплов и обилие пресетов под все возможные устройства от профессиональных продюсеров и команд саунд-дизайна. В основе работы лежат посылы аудио сигнала и управление с помощью напряжений CV, присущее полу-модулярным и модулярным синтезаторам.
Может использоваться как самостоятельная виртуальная студия звукозаписи, как набор виртуальных музыкальных инструментов для живого выступления, или для записи при помощи внешних секвенсоров (c использованием технологии Rewire).

## Описание

### Интерфейс
Интерфейс программы имитирует рэковую стойку, в которую сам пользователь может интегрировать виртуальные инструменты, аудиоконтент и эффекты для обработки звука. Эти приборы можно контролировать как через штатный MIDI-секвенсор, так и с помощью CV напряжений (Gate / Note / Curve), что присуще модулярным синтезаторам. Возможна синхронизация с другими секвенсорами, такими как Pro Tools, Logic, FL Studio, Digital Performer, Cubase, Sonar и GarageBand при помощи фирменной технологии Propellerhead — ReWire.

Виртуальная рэковая стойка Reason 5. Вид спереди.

Интерфейс Reason включает команду «развернуть стойку» (англ. Toggle Rack). С её помощью можно переключиться на вид задней части стойки и изменять параметры на панелях устройств. Здесь пользователь управляет коммутацией виртуальных аудиокабелей и кабелей напряжений CV от одного устройства к другому, что позволяет создавать комплексные цепи коммутации устройств, включая глубокую степень модуляции между ними.

Виртуальная рэковая стойка Reason 5. Вид сзади.

### Функциональность
Подключение устройств происходит к общему канальному микшеру (эмуляции SSL канального микшера), возможно применение саб-микшеров для локальной коммутации или делителей-смесителей сигналов аудио и CV. Палитра эффектов многообразна и покрывает все необходимые задачи, также имеются утилиты — шаговые секвенсеры, нотные «плееры», устройства работы с внешними миди-устройствами и прочие утилиты.
Использование CV напряжений, изначально выделяло Reason среди прочих DAW, поскольку сам подход был индивидуален и непривычен в сравнении с прочими секвенсорами. CV-напряжения с первой версии Reason позволили достичь принципов модулярного творчества, что ценилось пользователями за широкие возможности взаимодействия и модуляции между собой множества устройств в стойке, помимо стандартных посылов нот и аудио-сигналов.
Вплоть до 4 версии Reason не мог записывать аудио: в его секвенсоре присутствовали только нотные дорожки без интеграции аудио (лишь с версией Reason 4 появился пакет дополнительного ПО — Record, который вошёл впоследствии в состав Reason 6). Кроме того, он не поддерживал использование внешних плагинов (VST, RTAS, DXi) вплоть до версии 9.5, вышедшей лишь в 2017 г. Даже с включением поддержки плагинов VST в Reason 9.5 стабильность программы является почти эталоном в мире DAW. По сути Reason сегодня стоит особняком в мире DAW, поскольку базируется на своих нативных устройствах в составе ПО, не являющихся плагинами. То есть сам пакет Reason это комплексная студия с обязательным минимальным набором устройств различного рода, начиная с первой его версии, в то время как прочие DAW сторонних разработчиков как правило встраивали плагины в свои DAW для наполнения.
Ранее существовала сокращённая версия программы Reason Adapted, которая ограничивает пользователя в количестве возможных используемых устройств. Она обычно прилагается в качестве бонуса при покупке других музыкальных программ, таких как Pro Tools и ReCycle, миди-клавиатур и звуковых карт, то есть является больше промоверсией. В 2018 году, компания реорганизует все младшие версии (Adapted, Essentials) и выпускает Reason 10 Intro пакет стоимостью $99, с ограничением 16 миди и аудиодорожек, но с возможностью апгрейда со скидкой до полной версии.

## История
Официальный релиз Reason 1.0 состоялся в ноябре 2000 года. Это начало Reason, но не начало проекта как такового. Propellerhead — шведская компания, начавшая в конце 1980-х с перевода документации компаний Roland и Steinberg. Впоследствии в 1994 г. сформировалась компания Propellerhead, первым продуктом которой стал ReCycle! Этот редактор аудио позволял создавать из семплов сетку слайсов, имеющих привязку к темпу и позиции. ReCycle стал на долгие годы вперед базовым устройством для многих семплеров и сформировал в итоге стандарт REX-loop файлов.
В 1996 году, когда в состав небольшой команды Propellerhead приходит один из разработчиков синтезатора Clavia Nord Lead, ставится задача создания музыкального пакета для техно-стиля. За основу берутся Roland TB-303, TR-808, TR-909. Так в ближайшем будущем мир увидит первый в мире визуальный VA синезатор на базе Mac/PC компьютеров. До этого все DAW в основном работали с midi, записью аудио, обработкой аудио — эффектами, уже сформировавшимся протоколом VST-эффектов. И именно после данного продукта ReBirth RB-338, рождается идея о создании более мощной и полноценной студии с набором инструментов и эффектов.
Благодаря сотрудничеству со Steinberg, ReBirth как первый виртуальный инструмент с синтезом VA, стал доступен в Cubase, для чего в 1998 году был создан протокол ReWire 1.0 — синхронизация работы ReBirth c Cubase c подхватом темпа, обменом аудиосигналами и миди данными нот. Впоследствии Propellerhead разработают ReWire 2.0 SDK, пакет протокола, который массово интегрируют в собственные DAW большинство разработчиков.
Первые работы над будущим Reason — начинаются ещё в 1996 году на бумаге и в  эскизах интерфейса. Изначально корни идут от самого ReBirth, расширяется его пространство и добавляются модули инструментов, проект получает название Realizer. Только к концу 1998 года компания Propellerhead решается пойти дальше выношенных идей и в ввиду изменения аппаратных мощностей ПК, начинает работу над проектом ProjectX. В основу попадают субтрактивный синтезатор, семплер, микшер, базовые эффекты в окне рэковой стойки, с коммутацией по аудио/cv-кабелям.
Первая версия создала огромную волну интереса из-за необычного интерфейса и подхода к творчеству.
Основным апдейтом стал на тот момент выход версии 2 — добавление в 2002 году расширенного семплера NN-XT.

### Reason 4
Reason 4 выпущен 26 сентября 2007 года. Из нововведений: модульный синтезатор Thor, программируемый арпеджиатор RPG-8, а также грув-обработчик ReGroove. Изменения коснулись и секвенсора, в котором изменена модульная система нотных партий, появилась возможность автоматизации темпа и возможность изображать огибающие автоматизации параметров в виде кривых, с последующей автоматизацией их опорных точек. Также добавлена функция назначения нескольких нотных дорожек на один инструмент и возможность группировать дорожки в папки.
Версия 4.01 включала в себя следующие модули:
- Subtractor. Синтезатор субтрактивного принципа работы.
- Malström. Синтезатор гранулярного (гибридного) принципа работы.
- NN-19. Простой семплер, позволяющий загружать в себя образцы записанных звуков (инструментов, голоса, и т. д.)
- NN-XT. Более продвинутый семплер, позволяющий применять к загруженным семплам встроенные эффекты модуляции, низкочастотные генераторы и фильтры.
- Dr. Rex. Проигрыватель лупов. Название происходит от особого формата *.rex, разработанного Propellerhead Software для программы ReCycle. Характерной особенностью форматов *.rex и *.rex2 является то, что все встроенные в луп звуки порезаны на части, что позволяет растягивать их по времени и изменять pitch без потери качества.
- ReDrum. Семплирующая драм-машина со встроенным секвенсором.
- Thor. Полу-модульный синтезатор с большим количеством возможных видов синтеза звука.

### Record
Изначально СЕО компании не хотел создавать конкуренцию своему партнёру Steinberg и избегал интеграции аудио. Но требования пользователей и тенденции рынка привели к созданию Record дополнения к Reason (дополнительный пакет записи аудиодорожек).
11 мая 2009 года компания Propellerhead анонсировала выпуск своей новой программы — Record. Record призван покрыть такие проблемы Reason, как невозможность создания аудиодорожек и звукозаписи. Кроме того, в него добавлены дополнительные эффекты обработки аудиосигнала, созданные с применением знаний других известных производителей аудиооборудования и программ, в частности, Line 6 (известной, в первую очередь, своими популярными гитарными процессорами эффектов POD). Record и Reason позиционировались не как отдельные продукты, а как целостная среда. Программы были полностью интегрированы: Record содержал в себе все виртуальные устройства Reason, если последний был установлен в системе, а также открывал проекты Reason с возможностью последующей работы с ними.

### Reason 5
Reason 5 был выпущен 25 августа 2010 года. Reason «научился» семплировать аудио при помощи любых своих семплеров — Redrum, NN-19, NN-XT и Kong Drum Designer.
Луп-плеер Dr. Rex был серьёзно доработан и теперь назван Dr. Octo Rex. Теперь он может ставить в луп до восьми семплов (по одному) и включает много новых возможностей в редактировании лупов и отдельных клипов.
Новшество в программе — Kong Drum Designer, 16-пэдовое устройство, способное синтезировать звуки барабанов и перкуссии с использованием разных методов создания звука, включая физическое моделирование, проигрывание семплов, (модуль «NN-Nano») и виртуальный аналоговый синтез.
Добавлены «авторские» патчи, созданные известными пользователями Reason, такими как Two Lone Swordsmen, Vengeance и Ричардом Барбьери.
Наконец, был добавлен новый инструмент «Blocks», призванный облегчить аранжировку и сведение.

### Reason 6
12 июля 2011 года Propellerhead Software анонсировали выход новой версии, Reason 6, которая официально была выпущена 30 сентября. Новая версия Reason включает в себя все функции Record 1.5 — возможность записи живого звука, микшерский пульт, моделирующий знаменитый SSL 9000k и питчер Neptune. Record 31 октября 2011 года исчезает из продажи.
В 2011 году Reason занял шестое место в голосовании на звание лучшей в мире DAW на MusicRadar.com.
Кроме добавления функций Record, Reason 6 поддерживает 64-битный режим, а в его распоряжении появилось три новых эффект-устройства:
- Pulveriser. Компрессор, дисторшн и фильтр;
- The Echo. Стереодилэй, эмулирующий аналоговые эхо-машины, такие как Roland RE-201;
- Alligator. Паттерновый гейт, разбивающий сигнал на три канала, позволяя варьировать эффекты на каждом канале по отдельности. Как окажется впоследствии — эти устройства обкатка будущей технологии плагинов Rack Extensions в последующей версии.

С версии 6.5 Reason поддерживает установку сторонних виртуальных устройств Rack Extensions — плагины формата Reason, по аналогии форматам VST, RTAS, но для внутреннего пользования. Создается пакет SDK для сторонних разработчиков, открывается магазин плагинов Rack Extensions.

### Reason 7
12 марта 2013 года анонсирован выпуск версии Reason 7, которая официально была выпущена 30 апреля. Из нововведений — поддержка внешних MIDI-портов через Output Rack Device, автоматическая квантизация и нарезка аудиофайлов для загрузки в Dr. Octo REX, возможность группировки и управления одновременно несколькими дорожками микшерского пульта, и спектральный эквалайзер с графической визуализацией.
В Reason 7 отпала необходимость в постоянно подключённом электронном ключе для полноценного функционирования программы, вместо этого у пользователя появилась возможность лицензировать один компьютер для основного использования, а в случае необходимости приобрести и использовать электронный ключ для второго компьютера, либо подтверждать лицензию через интернет, сохранена авторизация с помощью аудиокарты Balance Propellerhead.
Главным введением версии Reason 8.3 — стало обновление RV7000 mkII — эффекта ревербрации с поддержкой IR конволюшен-импульсов.

### Reason 9
21 июня 2016 года выла выпущена девятая версия Reason, функционал которой претерпел изрядные изменения и дополнения. Так теперь главное окно программы разделено на четыре секции. Левая вертикальная секция представляет собой браузер файлов, с помощью которого быстро и удобно можно добавить звуки, инструменты, семплы или открыть другой проект. Перпендикулярно колонке браузера файлов идут три секции: Микшер, виртуальная рэковая стойка с инструментами и секвенсор. Все секции можно менять в размере или сворачивать в панель, а также отсоединять от основного окна программы. Также в девятую версию перенесли функционал программы Propellerhead Record добавив аудиодорожки, как элемент проекта на секвенсоре.
29 мая 2017 года выпущено бесплатное обновление до версии 9.5, которое принесло с собой поддержку плагинов VST.
Помимо имеющегося ReWire протокола, интегрируется функционал Ableton Link. С выходом данной версии Reason стал универсальным программным обеспечением, с помощью которого даже самый требовательный музыкант воплотит свои идеи не прибегая к использованию сторонних секвенсоров, DAW или семплеров.
Reason 10
22 сентября 2017 Внезапно анонсирован выход Reason 10 Propellerheads – выход запланирован на 25 Октября.
В Reason 10 появилось два новых синтезатора класса A: Europa и Grain
Из основных нововведений  функционал Players и Pitch Edit. Так же были произведена небольшая оптимизация в работе с VST плагинами.
Так же компания впервые вывела свой Europa как отдельный VST плагин.
Буквально перед анонсом новой версии компанию переименовали в Reason Studio
Reason Studio (Reason 11)
25 сентября 2019 года была выпущена 11 версия Reason.
Программа может являться самим VST плагином для других программ в формате VST 3.
Так же были произведена небольшая оптимизация в работе самой программы.
Reason Studio+
25 января 2021 года была выпущена программа Reason Studio+ включающая в себя весь функционал который предоставляет компания, доступна по подписке.
Обновление встретили с огромной критикой.

## Устройства
- Hardware Interface (Аппаратный интерфейс). Отвечает за соединение программной части Reason со звуковой картой и поддерживает до 64 отдельных выходов. Неизменная часть функционала программы, потому не может быть удалена.
- Combinator (Комбинатор). Предоставляет возможность комбинировать несколько устройств в одно. Имеется возможность сохранения настроек в файл, можно импортировать комбинированные устройства из одного проекта в другой и добавлять их в ReFill’ы. При помощи Комбинатора пользователь может создавать устройства, позволяющие разделять клавиши MIDI-клавиатуры или синтезатора на зоны с различными звуками (например, в левую часть можно поместить pad-звучащие звуки, а в правую — lead-синтезатор). Комбинатор может содержать в себе бесконечное число устройств, что позволяет делать «наслоение» звуков разных синтезаторов в один. Также на его передней панели имеется несколько кнопок и ручек, на которые можно назначить любой параметр любого из устройств, находящихся внутри Combinator. Этими параметрами можно управлять при помощи подключения по CV-соединению с другими устройствами.

### Микшеры
Два встроенных в Reason микшера предназначены для сведения нескольких сигналов в один стереосигнал. Имеется возможность заглушать (англ. Mute) любой из каналов, регулировать его громкость, панораму и уровень AUX-входов/посылов.
- Mixer 14:2 (Микшер 14:2). Также известен как Remix. Имеет 14 стереоканалов с измерителями уровня, эквалайзерами с настроенными низкими и высокими частотами, а также 4 AUX-посыла. У микшера есть chaining-входы, позволяющие соединить несколько микшеров между собой, что позволяет иметь неограниченное чисто каналов при необходимости.
- Line Mixer 6:2 (Линейный микшер 6:2). Также известен как Micromix. 6-канальный микшер с единственным AUX-посылом и возвратом, без эквалайзера. Применяется обычно для коммутации небольших вторичных аудиоцепочек с целью достижения визуальной компактности рэковой стойки и экономии системных ресурсов.

### Инструменты
Большинство виртуальных музыкальных инструментов Reason имеет в себе настройки основной огибающей сигнала, низкочастотные осциллографы (LFO), огибающие усиления, настройки атаки/спада и колёса высоты тона (англ. Pitch) и модуляции.
- Subtractor Analogue Synthesizer (Аналоговый синтезатор Subtractor). Другое название — Subtractor Polyphonic Synthesizer (Полифонический синтезатор Subtractor) — 99-голосный полифонический субтрактивный синтезатор. Звук генерируется при помощи двух осцилляторов, каждый из которых может издавать звук, руководствуясь одной из 32-х встроенных огибающих сигнала на выбор, которые, помимо всего прочего, могут модулировать звук за счёт смещения фазы. Журнал Sound on Sound сравнил этот синтезатор по звучанию и функционалу с Roland SH-101[3]. Несмотря на то, что Subtractor обладает несколько ограниченным потенциалом по разнообразию извлекаемых звуков по способности «пробиваться» через микс (звуки других инструментов при записи или живом выступлении), Subtractor уверенно стоит на первом месте среди других встроенных синтезаторов Reason.

- Thor Polysonic Synthesizer (Полифонический синтезатор Тhor). Полумодульный синтезатор, впервые появился в Reason 4.0. Включает в себя 6 различных типов осцилляторов и 4 фильтра, встроенный шаговый секвенсор и большие возможности по внутренней коммутации и модуляции сигналов.
- Malström Graintable Synthesizer (Гранулярный синтезатор Malström). Комбинирует элементы гранулярного и волнового синтеза, то есть в качестве основной звукообразующей огибающей может использоваться как стандартная, сгенерированная осциллятором волна, так и заранее встроенные в Malström звуки.
- Europa (Шейпшифтинг синтезатор). Мощный спектральный таблично-волновой синтезатор, в состав которого входит более 30 движков синтеза, 24 вида фильтров, а также множество эффектов
- Грайн (Гранулярный синтезатор). Впервые синтезатор с возможность гранулярного синтеза.

Reason имеет встроенные семплеры. Они полифонические и поддерживают форматы WAV, AIFF и REX.
- NN-19 Digital Sampler (Цифровой семплер NN-19). Простой по сравнению с NN-XT семплер. Причиной для его применения может быть экономия ресурсов системы. У него нет возможности настраивать разные параметры атаки для разных семплов, назначать несколько семплов на одну клавишу, практически отсутствует возможность модуляции сигнала.
- NN-XT Advanced Sampler (Продвинутый семплер NN-XT). Улучшенная и усложнённая версия NN-19. Для каждого семпла здесь можно индивидуально настроить атаку, модуляцию, громкость и множество других параметров. Зоны действия каждого семпла могут захватывать несколько клавиш, причем эти зоны могут пересекаться, что позволяет воспроизводить несколько семплов одновременно нажатием одной клавиши. NN-XT имеет некоторое сходство с известным аппаратным семплером Akai S1000, а также поддерживает формат его семплов, что позволяет использовать огромное количество библиотек, созданных для этого семплера (через программу ReLoad).
- Dr. Octo REX Loop Player (Проигрыватель лупов Dr. Octo REX). Используется для проигрывания барабанных, скретч, инструментальных и других лупов в форматах *.REX и *.REX2, создаваемых при помощи другого продукта Propellerhead — ReCycle. Проигрыватель может переводить в формат *.rex предварительно записанные семплы. В Dr. Octo REX также встроены фильтры и поддержка кривых, что даёт дополнительные возможности по работе со звучанием лупов и его автоматизации.
- ReDrum Drum Computer (Барабанный компьютер ReDrum) Драм-машина Reason. Это простое устройство, в которое загружаются семплы ударных и перкуссии. При помощи встроенного секвенсора из них составляются различные барабанные лупы. Нотная дорожка в секвенсоре, присваиваемая Redrum при его создании, автоматически становится «барабанной», позволяя более удобное редактирование барабанных партий в случае, если вы не пользуетесь встроенным секвенсором ReDrum, а используете его в качестве барабанного семплера. Интерфейс ReDrum базируется на легендарной драм-машине Roland TR-808/TR-909.

### Эффекты
Серия мастеринг-эффектов MClass, присутствующая в Reason начиная с версии 3.0, состоит из 4-х устройств, предназначенных для итоговой или промежуточной обработки сигнала, в зависимости от ситуации.
- MClass Equalizer (MClass Эквалайзер). Двухполосный параметрический эквалайзер с графическим дисплеем.
- MClass Stereo Imager (MClass Стерео-панорамер). Позволяет регулировать ширину стереобазы для низких и высоких частот.
- MClass Compressor (MClass Компрессор). Однополосный компрессор с возможностью sidechain-компрессии («заслонка» компрессора регулируется при помощи стороннего сигнала).
- MClass Maximizer (MClass Максимизатор). Устройство, предназначенное для повышения видимой громкости сигнала без «клипования» (нечто вроде комбинации компрессора, предусилителя и гейта).

Следующие эффекты предназначены по большей части для обработки одиночных сигналов.
- RV7000 Advanced Reverb (Продвинутый ревербератор RV7000). Мощный ревербератор со встроенным эквалайзером и большим количеством алгоритмов реверберации.
- Scream 4 Distortion (Дисторшн Scream 4). «Уничтожитель звука», как назвали его в Propellerhead, включает в себя обрезающие и меняющие звучание сигнала фильтры, а также два регулируемых параметра для каждого из 10 режимов искажения, которые включают в себя перегруз, искажение, обратную связь, имитацию магнитной плёнки и другие интересные эффекты.
- BV512 Digital Vocoder (Цифровой вокодер BV512). Цифровой вокодер с классическим звучанием 80-х, гибко настраиваемый. Также может быть использован как 4, 8, 16 или 32-полосный эквалайзер.

Помимо этого, в Reason присутствуют:
- RV-7 Digital Reverb (Цифровой ревербератор RV-7). Простейший ревербератор.
- DDL-1 Digital Delay Line (Цифровой дилэй DDL-1). Дилэй с настраиваемой обратной связью и балансом чистого сигнала к обработанному. Время задержки можно проставлять как в миллисекундах, так и относительно текущего темпа проекта.
- D-11 Foldback Distortion (Дисторшн D-11). Простейший дисторшн с минимумом настроек.
- ECF-42 Envelope Controlled Filter (Контролируемый фильтр RCF-42). Классический фильтр, контролируемый в реальном времени.
- CF-101 Chorus/Flanger (Хорус/Флейнджер CF-101). — классический эффект хоруса и фланжера.
- PH-90 Phaser (Фазер PH-90). Цифровой фэйзер.
- UN-16 Unison (Унисон UN-16). Устройство предназначено для симуляции игры более чем одного инструмента. Сигнал копируется 4, 8 или 16 раз и немного расстраивается по питчу для достижения целевого эффекта.
- COMP-01 Compressor/Limiter (Компрессор/Лимитер COMP-01). Простейший компрессор, с настройками границы компрессии, её силы, скорости атаки и отпускания (затворки).
- PEQ-2 Two Band Parametric EQ (Двухполосный параметрический эквалайзер PEQ-2). Стандартный двухполосный параметрический эквалайзер.

### Дополнительные устройства
Устройства линейки Spider предназначены как для смешивания аудио или управляющих сигналов, так и для разделения одного сигнала на 1, 2, 3 или 4 копии.
- Spider Audio Merger & Splitter (Смеситель и разделитель аудио Spider). Работает с аудиосигналами.
- Spider Merger & Splitter (Смеситель и разделитель CV Spider). Работает с управляющими CV-сигналами.

Отдельные секвенсорные устройства предназначены для генерации входных нотных сигналов для синтезаторов и семплеров, вместо использования нотных посылов в секвенсоре, что позволяет добиваться интересных эффектов.
- Matrix Pattern Sequencer (Матричный секвенсор Matrix). Шаговый секвенсор предоставляющий возможность использования 16-32 шаговых последовательностей в 4 банках из 8 программируемых последовательностей. Имеются нотные, управляющие и гейт-возможности по управлению сигналом, что даёт большие возможности при взаимодействии Matrix с другими устройствами Reason.
- RPG-8 Monophonic Arpeggiator (Монофонический арпеджиатор RPG-8). Монофонический арпеджиатор с большими возможностями настройки гамм, которые он способен извлекать. Имеется возможность смещения октав и простейший редактор последовательностей нот (можно исключать отдельные ноты из итогового арпеджио).
- ReBirth Input Machine (Входная машина ReBirth). Устройство для связи Reason с ReBirth, драм-машиной Propellerhead.
- ReGroove Mixer (Микшер ReGroove). Устройство для добавления groove-эффектов на отдельные дорожки секвенсора. Groove-эффекты подразумевают под собой добавления небольших неровностей к партиям, как если бы их исполняли живые музыканты, а также меняет атаку нот на определённый манер для достижения той же цели. Для ReGroove mixer имеются встроенные подписные пресеты, имитирующие игру известных музыкантов.

Players
- Scales & Chords - Позволяет выстраивать аккорды автоматически.

- Note Echo (Нотное эхо) -
- Dual Arpeggio (Двойное арпеджио) -

### Rack Extensions
Rack Extensions в буквальном смысле помогает выполнить расширение река — это новый формат плагинов инструментов и эффектов, базирующийся на SDK пакете для сторонних разработчиков. Среди разработчиков приняли участие такие компании как Korg, Rob Papen, Kuassa, G-Force и многие другие, но при этом рождается ряд новых разработчиков не из среды VST разработок, становящихся быстро силой (ля смените переводчик!)внутреннего стандарта RE. Эти компании быстро получают успех и востребованность в рамках Rack Extension формата и большинство этих разработчиков привержено этому формату по сей день.

### Refill
Refill (['riːfɪl] с английского — добавление, пополнение, запасной блок) — это специальный программный модуль для дополнений (звуки и/или патчи) к инструментам программы Reason. Как правило, он состоит из дополнительных пресетов для встроенных устройств, запакованных в формат *.rfl. Набор рефилов входит в базовый пакет установки программы Reason, также доступно большое количество рефилов, изготовленных сторонними разработчиками.

#### Официальные
Propellerhead Software выпустило следующие ReFill-модули для Reason:
- Reason Strings — большое количество засемплированных струнных инструментов.
- ElectroMechanical — доступен для свободного скачивания или заказа на CD для зарегистрированных пользователей Reason. Включает в себя следующие засемплированные клавишные инструменты:
  - Fender Rhodes Mk I Stage 73
  - Fender Rhodes Mk II Stage 73
  - Wurlitzer EP100
  - Wurlitzer EP200
  - Hammond Organ Model A
  - Hohner Clavinet D6
  - Hohner Pianet T
- Reason Drum Kits — библиотека ударных инструментов
- Reason Pianos — Включает в себя следующие засемплированные пианино и рояли:
  - Yamaha C7 grand piano
  - Steinway D grand piano
  - Steinway K upright piano
- Salazar Brothers Reggaeton ReFill
- Jason McGerr Sessions — Ударные, записанные Джейсоном Мак-Герром из Death Cab for Cutie.
- Abbey Road Keyboards' — Инструменты, записанные на легендарной Abbey Road Studios. Включает в себя следующие инструменты:
  - Steinway upright piano
  - Challen Studio piano
  - Hammond RT-3
  - Mannborg Harmonium
  - Schiedmayer Celeste
  - Mellotron M400
  - Premier Tubular Bells
- Reason Electric Bass — Включает в себя звуки следующих бас-гитар, сыгранные Свеном Линдвалли и записанные Николасом Флюктом:
  - Fender Jazz Bass
  - Fender Precision Bass
  - Fender Precision Bass (игра медиатором)
  - Gibson EB-0
  - Gibson Les Paul
  - Kay Hollowbody
  - Music Man StingRay 5
  - Rickenbacker 4001

## Статьи по этой теме
- Propellerhead Software
- ReCycle
- Propellerhead Record
- Ableton Live
- REAPER
- FL Studio
- Steinberg Cubase
- Pro Tools
- Cakewalk Sonar
- Logic Pro
- GarageBand